# Louis Perceau
Louis Perceau (Coulon, 22 settembre 1883 – Parigi, 20 aprile 1942) è stato uno scrittore, bibliografo e poeta francese.

## Carriera
Louis Perceau fu sarto a Parigi dal 1901. In seguito, diventò redattore de La Guerre sociale e La Vie socialiste e in seguito ha conosciuto Jean Jaurès, Gustave Hervé e Albert Thomas. Partecipò attivamente alla riforma del Partito Socialista francese nel 1920.
Perceau ebbe anche dell'interesse sulle poesie satiriche, e su letture erotiche. Le sue due opere più famose trattano proprio di quest'ultimi: Enfer de la Bibliotheque nationale con Guillaume Apollinaire, pubblicato nel 1913; La Redoute des Contrepèteries, pubblicato nel 1934.
Nelle sue opere usava spesso pseudonimi, perché la polizia gli impedì di pubblicare poesie erotiche o libri.
Collaborò, segretamente, come consulente editoriale insieme Maurice Duflou e con Rene Bonnel.
All'inizio del 1942, si unì alla Resistenza Francese e iniziò una causa contro la rivista antisemita Je suis partout ma morì poco dopo.

## Opere

La tomba di Perceau al cimitero di Père-Lachaise.

- 1913: Con Guillaume Apollinaire and Fernand Fleuret: L'Enfer de la Bibliothèque nationale, Mercure de France, Paris, [ristampato 1919]
- 1920: Con Fernand Fleuret: Les Œuvres satyriques du sieur de Sigogne: première édition complète, d'après les recueils et manuscrits satyriques, avec un discours préliminaire, des variantes et des notes, Paris, Bibliothèque des curieux.
- 1921: Ludovico Hernandez [Perceau and Fleuret] : Le Procès inquisitorial de Gilles de Rais (Barbe-Bleue), maréchal de France, avec un essai de réhabilitation, Paris, Bibliothèque des curieux, 210 p., Read online.
- 1922: Con Fernand Fleuret: Les Satires françaises du XVIe, recueillies et publiées, avec une préface, des notices et un glossaire, Paris, Garnier frères - including poems by Jean de Boyssières
- 1927: [Fernand Fleuret et Louis Perceau] : Contes saugrenus, Pierre Sylvain Maréchal, notice et bibliographie par le chevalier de Percefleur, Paris, Bibliothèque des Curieux.
- 1928: Helpey [L. Perceau] : Le Cabinet secret du Parnasse, recueil de poésies libres, rares ou peu connues pour servir de supplément aux œuvres dites complètes des poètes français, Au Cabinet du livre.
- 1930: Helpey [L. Perceau] : Bibliographie du roman érotique au XIX: donnant une description complète de tous les romans, nouvelles et autres ouvrages en prose, publiés sous le manteau, en français de 1800 à nos jours, et de toutes leurs réimpressions, G. Fourdrinier.
- 1933: Helpey [L. Perceau] : Vie anecdotique de Jean de La Fontaine, G. Briffaut.
- 1941: Con Geneviève Thibault, Bibliographie des poésies de Ronsard mis en musique au XVIe, Paris, Société française de musicologie - notice on Antoine de Bertrand
- 1967: [posthumous] Contes de la Pigouille, Éditions du Marais - illustrato da Pierre Bugeant, questa collezione contiene 20 racconti scritti nel 1916-1920
- undated: Histoires raides pour l'instruction des jeunes filles, illustrated

## Studi
- Vincent Labaume: Louis Perceau, le polygraphe, Jean-Pierre Faur publisher, 2005 (ISBN 978-2909882406) Con una bibliografia completa delle sue opere di Pierre-Alexandre Soueix.